# 吴雨铭
吴雨铭（1898年—1959年），又名汝铭、雨溟、汝明、汝名、雨名、慰名等，湖南长沙人。中国共产党早期领导人。
早年就读于长沙湖南第一联合县立中学，毕业后入读北京大学法学院，后从事京汉铁路罢工组织活动。1927年，任中共汉口市委书记，后当选中央候补委员。此后担任中共江苏省南京市委书记、中共顺直省委常委。1931年，因参与罗章龙活动而被开除党籍，随即被逮捕。此后变节，担任张学良总部机要秘书。1950年被逮捕，判处无期徒刑，死于狱中。
　